# Черновицкая городская община
Черновицкая городская община (укр. Чернівецька міська громада) — территориальная община в Черновицком районе Черновицкой области Украины. Административный центр — город Черновцы.
Площадь общины — 181,6 км², население — 272 180 человек (2020).
В соответствии с распоряжением Кабинета Министров Украины от 12 июня 2020 года, в состав общины вошла территория Черновицкого городского совета, Коровийского сельского совета Глыбокского района, а также Черновского сельского совета Новоселицкого района

## Населённые пункты
В составе общины 1 город (Черновцы) и 2 села:
- Коровийский старостинский округ:
  - Коровия
- Черновский старостинский округ:
  - Черновка